# Автогара Север (Пловдив)
Автогара „Север“ е автогара с второстепенно значение в град Пловдив.

## Разположение
Разположена е на площ от 15994 кв. м в близост до гара „Филипово“ в район „Север“.

## Транспортни връзки
Автогарата обслужва 40-те населени места: Болярино, Братя Даскалови, Бургас, Велико Търново, Върбен, Главатар, Голям чардак, Горна Оряховица, Динк, Драгомир, Златосел, Калековец, Казанлък, Красновски Бани, Кръстевич, Кюстендил, Неделево, Панагюрище, Правище, Плевен, Радиново, Раковски, Рогош, Розовец, Ръжево Конаре, Свежен, Севлиево, София, Старосел, Строево, Съединение, Сърнегор, Трилистник, Тюркмен, Цалапица, Царацово, Чехларе, Ясно поле, разположени на север, юг, запад, изток от Пловдив.

## Характеристики
Автогарата е въведена в експлоатация през 1970 г. а през 2003 – 2004 г. е извършен основен ремонт.
Сградата е едноетажна на площ от 2860 кв. м с обособени административна зона, билетни каси, санитарен възел, гардероб, чакалня и търговски площи. Пред сградата са оформени 3 сектора за пристигащи автобуси, а в двора – 10 сектора за тръгващи автобуси. Разполага с автомивка за автобусите, обособена зона за паркиране на автобуси, с възможност до около 60 паркоместа и станция за зареждане на автобусните резервоари с гориво.